# Tom Clancy’s Splinter Cell: Pandora Tomorrow
Tom Clancy’s Splinter Cell: Pandora Tomorrow ist der zweite Teil der Stealth-Spielserie Splinter Cell und der Nachfolger von Tom Clancy’s Splinter Cell. Er erschien 2004 für Windows, PlayStation 2, Nintendo GameCube, Game Boy Advance und N-Gage. Es ist wie der Vorgänger ein Stealth-Spiel. Dies bedeutet, dass das Kämpfen im Hintergrund steht. An vielen Stellen ist es bedeutender, unauffällig vorzugehen und dadurch Kämpfen aus dem Weg zu gehen.
Der Titel handelt wie der Vorgänger von dem Agenten Sam Fisher, der im Auftrag des fiktiven amerikanischen Geheimdienstes Third Echelon arbeitet. In diesem Teil der Spieleserie wird Fisher nach Indonesien entsandt, um dort einen anti-amerikanischen Militärführer, der in den Besitz eines biologischen Kampfstoffs gekommen ist, unschädlich zu machen.
Splinter Cell: Pandora Tomorrow wurde von der Fachpresse überwiegend positiv bewertet und erzielte bessere Metawertungen als der Vorgänger. Kritiker lobten die Weiterentwicklungen des aus dem Vorgänger bekannten Konzepts und die grafischen Verbesserungen. Im Gegenzug bemängelten sie fehlende Abwechslung und zu geringe Innovationen.
Von dem Titel wurden etwa 2,7 Millionen Einheiten abgesetzt. Damit verkaufte sich der Titel trotz der positiven Rezeption schlechter als sein Vorgänger, von dem rund vier Millionen abgesetzt wurden.
2011 wurde der Titel gemeinsam mit dem Vorgänger Splinter Cell und dem Nachfolger Splinter Cell: Chaos Theory in einer grafisch überarbeiteten Version für die PlayStation 3 und den Nintendo 3DS veröffentlicht.

## Handlung
Pandora Tomorrow spielt im Jahr 2006. Den Ausgangspunkt der Handlung bildet der Bau einer amerikanischen Militärbasis in Osttimor. In den Nachbarstaaten des Landes ist der Widerstand gegen die amerikanische Militärpräsenz groß. Die USA begründen ihre Anwesenheit mit der Bedrohung indonesischer Islamisten und der daraus resultierenden Gefahr für Osttimor.
In Indonesien formieren sich inzwischen Rebellengruppen unter dem Kommando von Suhadi Sadono, der heimlich von Teilen der indonesischen Regierung unterstützt wird. Die Rebellen führen einen Angriff auf die amerikanische Botschaft in Dili durch und besetzen diese anschließend. Der amerikanische Geheimdienst Third Echelon wird beauftragt, einen Agenten zur Bekämpfung der Terroristen zu entsenden. Er schickt Sam Fisher, dessen erstes Ziel es ist, die Botschaft zu infiltrieren. Dort zerstört er geheime Dokumente, die Suhadis Männern nicht in die Hände fallen dürfen. Dabei trifft Sam auch auf den CIA-Agenten Douglas Shetland. Dieser gibt dem Spieler einen Speicherstick, der zu einem Forschungsinstitut in Paris führt. Dort findet Fisher Hinweise darauf, dass ein ehemaliger CIA-Agent, Norman Soth, mit den Terroristen kooperiert.
Fisher reist nach Nizza, wo sich Soth aufhält und lädt Informationen von seinem Laptop. Dabei findet er Hinweise darauf, dass Soth einen biologischen Kampfstoff entwickelt und den Rebellen verkauft hat. Anschließend wird Sam von Third Echelon nach Jerusalem zur Kontaktaufnahme mit der Agentin Dahlia Thal geschickt. Sie bringt Sam zum Lagerhaus, wo sich der biologische Kampfstoff befinden soll. Dort angekommen versucht Dahlia, die zu den Rebellen übergelaufen war, Sam auszuschalten, was ihr allerdings nicht gelingt.
Anschließend wird Sam nach Kundang in Indonesien geschickt, um die Basis der Rebellen zu infiltrieren und herauszufinden, was sie mit dem Kampfstoff, der sich als Pockenvirus herausstellt, beabsichtigen. In der Basis zeichnet er Telefonate auf, die es Third Echelon ermöglichen, die Behälter mit den Viren zu zerstören. Nachdem Sadono seine bedeutendste Waffe verloren hat, wird Fisher beauftragt, Sadono auszuschalten. Bei diesem Einsatz stellt sich heraus, dass ein Behälter nicht neutralisiert wurde und außer Landes, nach Los Angeles, geschmuggelt wurde. Fisher reist deswegen nach Los Angeles, tötet die verbliebenen Terroristen, bei denen sich auch Norman Soth aufhält, die sich an einem Flughafen versammelt haben und übergibt den Behälter. Dieser wird schließlich von einem Sicherheitsteam vernichtet.

## Spielprinzip

### Allgemein
Das grundlegende Spielprinzip wurde aus dem Vorgänger übernommen. Pandora Tomorrow ist ein Shooter, bei dem das unauffällige Bewegen im Vordergrund steht.
Eine große Bedeutung besitzen dabei vorherrschende Lichtverhältnisse und Umgebungsgeräusche. Für den Spieler ist es stets von Vorteil, sich in dunklen Gebieten zu bewegen. Dem Spieler steht eine Anzeige zur Verfügung, die zeigt, wie stark er optisch wahrnehmbar ist. Ferner umfasst seine Ausrüstung ein Nachtsichtgerät und eine Wärmebildkamera, mit denen er sich im Dunkeln orientieren kann.
Der Kampf besitzt dagegen eine untergeordnete Bedeutung. Der Spieler verfügt zwar bei jedem Einsatz über moderne Feuerwaffen, bekommt für diese jedoch nur wenig Munition zur Verfügung gestellt, sodass mehrere Feuergefechte für den Spieler kaum zu bestreiten sind. In manchen Missionen ist es sogar erforderlich, niemanden anzugreifen. Jedes Mal, wenn die Gegner den Spieler bemerken oder Schüsse hören, wird ein Alarm ausgelöst, bei dem das gesamte Einsatzgebiet in Alarmbereitschaft versetzt wird.
Wenn ein Kampf unvermeidbar ist, kann der Spieler seine Gegner aus dem Hinterhalt angreifen. Gelingt ein solcher Angriff, kann der Gegner verhört, außer Gefecht gesetzt oder als Schutzschild vor feindlichem Beschuss verwendet werden. Angriffe aus dem Hinterhalt können auf vielfältige Weise erfolgen. Der Spieler kann sich ducken, an Rohren und Hauswänden klettern oder sich an Balkonen und Mauern festhalten.

### Bewaffnung
Dem Spieler stehen zwei Waffen zur Verfügung, die realen Waffen nachempfunden sind, allerdings umbenannt wurden. Eine Neuerung gegenüber Splinter Cell ist, dass der Gegner mithilfe eines Laserstrahls anvisieren kann, was seine Schussgenauigkeit erhöht.
Die SC-20K ist ein Sturmgewehr, für das mehrere Aufsätze zur Verfügung stehen. Darunter fallen Visiere mit unterschiedlichem Zoom-Faktor und Aufsätze
für Schrotladungen für den Kampf auf kurzer Distanz. Ein weiteres Modul feuert nicht-tödliche Schockmunition an Stelle von herkömmlichen Patronen ab. Weitere Module statten das Gewehr mit Gasgranaten und Haft-Kameras aus. Erstere dienen zum Betäuben von Gegnern, Letztere können dazu verwendet werden, Kameras an Gegnern oder unzugänglichen Stellen zu platzieren. Zur besseren Kontrolle des Schützen über die Waffe kann ein zusätzlicher Griff montiert werden, der die Zielgenauigkeit der SC-20K erhöht und ihren Rückstoß vermindert.
Die 5-7 SC ist eine schallgedämpfte Pistole. Ihre Schüsse werden von patrouillierenden Gegnern deutlich seltener wahrgenommen und dient daher primär zum Ausschalten von Lichtern und Überwachungskameras. Ein Nachteil der Pistole ist ihre höhere Streuung.
Darüber hinaus stehen dem Spieler Nebelgranaten, Splittergranaten, kleine Sprengsätze für Türschlosser und ein empfindliches Mikrofon zur Verfügung.

### Mehrspieler-Modus
Pandora Tomorrow verfügt erstmals über einen Mehrspieler-Modus. Dieser ähnelt den Modi herkömmlicher Shooter. Es stehen sich zwei Teams, die aus je zwei Mann zusammensetzen, gegenüber. Eine Gruppe besteht aus Spionen, die andere aus Söldnern. Das Ziel der Spione ist, in eine Festung einzudringen und eine biologische Waffe unschädlich zu machen. Die Aufgabe der Söldner ist, dies zu verhindern. Die beiden Parteien unterscheiden sich stark im Hinblick auf ihre Ausrüstung und ihre Kampffertigkeiten. Die Spione sind ausschließlich mit nicht-tödlichen Elektro-Schusswaffen ausgerüstet, während die Söldner Sturmgewehre mit sich führen. Im Gegenzug sind die Spione in der Lage, sich schneller zu bewegen und sich beispielsweise in Lüftungsschächten zu verstecken.

## Entwicklungsgeschichte

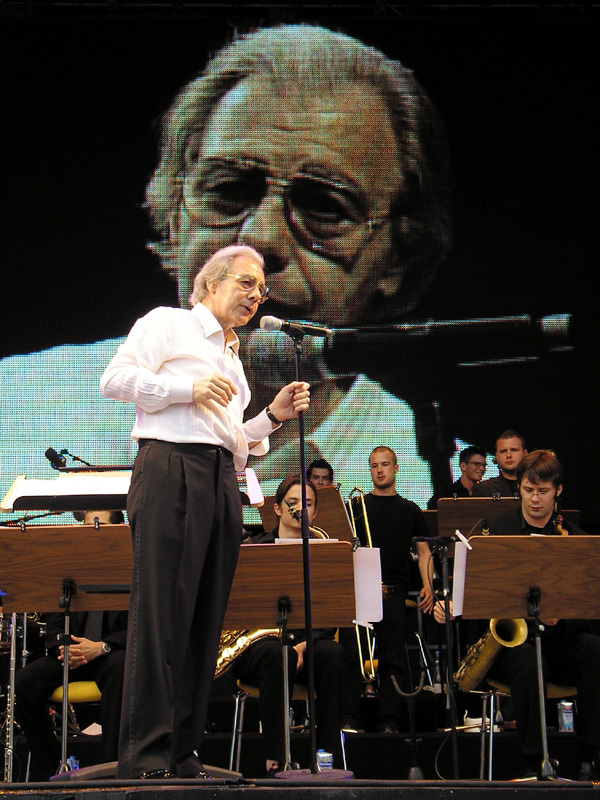
Lalo Schifrin komponierte den Soundtrack des Spiels

### Ton und Synchronisation
Die Musik des Spiels wurde von dem argentinischen Komponisten Lalo Schifrin komponiert.
Als prominente Sprecher wirkten die Schauspieler Michael Ironside als Agent Fisher und Dennis Haysbert in der Rolle von Colonel Lambert mit. In der deutschen Synchronisation wurde Fisher von Martin Keßler gesprochen.
Das Spiel besitzt standardmäßig eine englische Sprachausgabe, für die Synchronisationen in mehreren Sprachen, darunter in Deutsch, angefertigt wurden.
Die folgende Tabelle gibt einen Überblick über die Sprecher der Hauptfiguren und der wichtigsten Nebenfiguren.
| Charakter        | englischer Sprecher | deutscher Sprecher     | Rolle                                                              |
| ---------------- | ------------------- | ---------------------- | ------------------------------------------------------------------ |
| Sam Fisher       | Michael Ironside    | Martin Keßler          | Protagonist, einziger spielbarer Charakter                         |
| Irving Lambert   | Dennis Haysbert     | Jürgen Kluckert        | Vorgesetzter Fishers, gibt die Ziele der Missionen vor             |
| Anna Grimsdottir | Adriana Anderson    | Anja Niederfahrenhorst | Einsatzkoordinatorin, gibt Fisher Tipps für das taktische Vorgehen |
| Suhadi Sadono    | William Dunn        | Udo Schenk             | Antagonist des Spiels                                              |

## Rezeption

### Bewertung in Spielemagazinen
Pandora Tomorrow erhielt überwiegend positive Kritiken. Am besten schnitten meist die Versionen für Xbox und Windows ab, die Metawertungen von 93 % bzw. 87 % erzielten. Die anderen Versionen, insbesondere die für mobile Konsolen wurden oft für ihre vergleichsweise schwache Qualität kritisiert.
Ivan Sulic vom britischen Online-Magazin IGN vergibt für Pandora Tomorrow eine gute Wertung. Er lobt, dass die Weiterentwicklung des Vorgängers in fast allen Punkten gelungen sei. Sowohl die Grafiken als auch der Ton als auch die neue Kampagne zeugen von sehr hoher Qualität. Am Spielprinzip kritisierte er, dass an vielen Stellen der Kampagne sich die Spieler zu sehr auf Ausprobieren und häufiges Speichern verlassen müssen. Dies werde allerdings durch die anderen Elemente, die den Stealth-Shooter ausmachen, wettgemacht. Als eine weitere Stärke des Spiels nennt er den Mehrspieler-Modus. Dieser sei sehr umfangreich und abwechslungsreich.
Die Tester des Magazins 1Up.com bewerten das Spiel ebenfalls positiv, lediglich die Game-Boy-Version und die Windows-Version des Spiels schneiden vergleichsweise schlecht ab. Bei diesen Versionen bemängeln die Autoren in erster Linie technische Mängel und unausgereifte Elemente. Bei der Windows-Version werden dabei vor allem starke Probleme im Mehrspieler-Modus, die das Spiel stellenweise unspielbar machen, angeführt. Bei der Game-Boy-Version beklagen die Autoren eine schlechte Kameraführung, was sich gerade bei dem Konzept eines Stealth-Spiels als besonders negativ zeige. Allgemein gelobt werden aber das Spielkonzept, das nach wie vor äußerst innovativ sei. Pandora Tomorrow stelle dabei eine gelungene Weiterentwicklung des Vorgängers dar. Die Gestaltung der Kampagnenmissionen und Karten sei erneut eine der detailliertesten unter den auf dem Markt erhältlichen Titeln.
Mathias Oertel vom deutschen Online-Magazin 4Players lobt ebenfalls die hohe Qualität des Spielkonzepts, die sich u. a. im Leveldesign, in der Kampagne und im Mehrspieler-Modus zeigen. Die Erweiterung des Vorgängers um neue Waffenarten und Bewegungen bewertet er als sinnvoll. Kritik übt er an vereinzelten Bugs der Xbox-Version sowie an den vergleichsweise hohen Hardware-Anforderungen der Windows-Version.

### Verkaufszahlen
In einer Meldung vom August 2004, etwa zwei Monate nach der Veröffentlichung von Pandora Tomorrow, gab Ubisoft bekannt, dass weltweit 2,7 Millionen Einheiten des Titels verkauft wurden.

## Nachfolger
Der Nachfolger von Splinter Cell: Pandora Tomorrow erschien 2005 unter dem Titel Tom Clancy’s Splinter Cell: Chaos Theory. Dieser wurde für insgesamt fünf Plattformen, Windows, Xbox, N-Gage, PlayStation 2 und GameCube, konzipiert. Inhaltlich knüpft er an die Handlung von Pandora Tomorrow und dessen Vorgängern an. Größere Bezüge zu Pandora Tomorrow kommen dort allerdings nicht vor.
Chaos Theory erhielt noch bessere Kritiken als die Vorgänger. Gelobt wurden Neuerungen bei dem Spielprinzip und bei der Spielgrafik. Von verschiedenen Magazinen erhielt der Titel Auszeichnungen.